# 国内统一连续出版物号
国内统一连续出版物号（通称国内统一刊号）是由中华人民共和国国家新闻出版署对在中华人民共和国出版的报刊按规定格式所作的一项編碼。

## 编码规则
国内统一连续出版物号由字母“CN”起头，接1位空格、2位行政区划代码、1位連字符“-”、4位序号、1位斜杠“/”及不超过3位的中图法分类号組成；每种连续出版物在每一不同载体发行，均会分配不同的刊号，当刊物变更题名或迁移至其他省级行政区发行，则需要在新的省级行政区申请使用新的刊号。
| C    | N    |  | A        | A        | - | B        | B        | B        | B        | /        | C        | C        | C        |
| ---- | ---- |  | -------- | -------- | - | -------- | -------- | -------- | -------- | -------- | -------- | -------- | -------- |
| 前缀 | 前缀 |  | 地区代码 | 地区代码 |   | 地区序号 | 地区序号 | 地区序号 | 地区序号 | 附加代码 | 附加代码 | 附加代码 | 附加代码 |

刊号中不同码位的定义如下：
- 前缀标志：字母“CN”是中国的ISO 3166-1二位字母代码。
- 地区代码：两位数，对应中华人民共和国行政区划代码中各省级行政区的前缀；考虑到部分地方报刊较多不敷使用，北京另指配前缀“09”、“10”，上海另指配前缀“30”；军队系统报刊除可使用所在地前缀外，另指配前缀“81”[6]，如《解放军报》的刊号为CN 81-0001/（J）。
- 地区序号：四位数，即该期刊在相应省级行政区划内的序号。0001~0999分配给印刷版报纸，1000~5999分配给印刷版期刊，6000~8999分配给网络连续出版物（网络报纸、网络期刊），9000~9999分配给连续型电子出版物（含电子报纸、电子期刊）。
- 附加代码：不超过三位字母、数字，即中国图书馆分类法分类号，此附加代码不适用于普通报纸[註 1]；部分同时出版汉文和少数民族版本且使用同一刊号的期刊，额外标注出版语言的汉语拼音首字母，以示区分；军队系列报刊附加后缀“（J）”[註 2]，如《解放军报》的刊号为“CN 81-0001/（J）”[8]；高校校报附加后缀”（G）”[註 2]，如《浙江大学报》的刊号为“CN 33-0801/（G）”[9]。

例如：《北京晚报》的国内统一连续出版物号是“CN 11-0106”；而《财新周刊》迁移至北京发行后，其国内统一连续出版物号是“CN 10-1344/F”；《新疆大学学报（维文哲学社会科学版）》为CN 65-1034/G4-W（对应的汉文版为CN 65-1034/G4）。